# Месуд III
Месуд III (тур. III. Gıyaseddin Mesud) — султан Рума в 1307—1308 годах. Существование этого султана дискуссионно. Среди современных исследователей многие оспаривают его существование в принципе, утверждая, что такого султана не было.

## Биография
Согласно Э. Замбауру и В. Гордлевскому сельджукский султан Месуд III был сыном султана Кей-Кубада III. Согласно Т. Райс он был сыном султана Месуда II. По словам Т. Райс, Месуд III оспорил права Кей-Кубада III на правление (тот правил территориями западнее реки Галис) и до смерти Кей-Кубада боролся за трон. Затем Месуд вёл борьбу с сыном Кей-Кубада, Гияседдином. В 1308 году Месуд был убит (удушен) монголами.

## Проблема идентификации
Сельджукский султан Месуд II (у Пахимера и Григоры — Масур/Масут/Мансур) правил по разным данным начиная с 1282/84 года. Жизнь Месуда II закончилась, по византийским источникам, в 1295/96 году. Поэтому историки, опиравшиеся на них, полагали, что султан Месуд, упомянутый восточными источниками как правивший в 1307/08 году, был уже другим Месудом. Э. Замбаур в изданном в 1927 году «Справочнике по генеалогии и хронологии по истории ислама» (нем. Manuel de généalogie et de chronologie pour l'histoire de l'Islam) указал Месуда III как сельджукского султана, правившего в 707 году хиджры. Аналогичные данные приводил С. Сказкин. Т. Райс так же упоминала Месуда III. К. Босуорт в 1967 году просто указал Месуда III в списке султанов без дополнительных сведений. В. Гордлевский указал в списке султанов Гияседдина Месуда III, но поставил рядом с именем вопросительный знак.
Однако ещё османский историк Нигдели Кади Ахмед (XIV век) датировал смерть Месуда II 708 годом хиджры (1308/09). В. Бартольд писал, что согласно изученной им в Каире рукописи современного событиям историка, названного позже исследователями Аксарайи, Месуд II был возвращён на трон на 4 года. Эта точка зрения является сейчас общепринятой. Согласно ей, Месуд II скончался в 1308 или 1310 году в Кайсери, и именно Месуд II был последним правителем государства сельджуков. Последние сохранившиеся до наших дней монеты анатолийских сельджуков принадлежат Месуду II. Тем не менее мнение, что в 1307/08 году правил не Месуд II, а Месуд III, до сих пор существует.

## Преемник
Принято считать, что Гияседдин II Месуд умер в 708 (1308) году, и государство сельджуков также прекратило своё существование.
Большинство из тех исследователей кто считает, что Месуд III существовал, тоже указывают его как последнего султана.

«после смерти султана Масуда, была окончательно устранена въ Руме династия Сельджукидов».— В. Бартольд

«В 1307 г. монголы задушили последнего сельджукского султана. Эта дата считается концом Сельджукского султаната»— А. Новичев

«Со смертью Масуда сельджукская династия фактически перестала существовать»— Д. Еремеев и М. Мейер
К. Босуорт, В. Гордлевский, Э. Замбаур и Ф. Шумер в списке правителей последним указывали Месуда III.
Но некоторые исследователи утверждают, что после Месуда на престол взошёл султан по имени Гиясэддин Кылыч-Арслан V и его правление продолжалось до 1318 года.

«В Конье на сельджукском троне в это время находился султан Кылыч Арслан V (1310—1318). Тимур-таш сделал своей столицей Кайсери и отсюда стал управлять Анатолией, не считаясь с султаном. Когда в 1318 году в Конье умер Иззеддин Кылыч Арслан V, Тимур-таш не разрешил взойти на престол ни сыну и законному наследнику умершего султана принцу Алаэддину (умер в 1365 г.), ни какому-либо другому представителю сельджукской династии».— В. Запорожец

«1302-1308 Гияс ад-дин, сын Кейкубада III, и Масуд III оспаривали право на полный суверенитет до того момента, как Масуд был убит Монголами. Гис ад-дин исчезает со страниц истории бесследно, на нем династия заканчивает свое существование»— Т. Райс